# Bert Kreischer
Bert Kreischer (nacido el 3 de noviembre de 1972), apodado "The Machine", es un comediante, podcaster, presentador de telerrealidad y actor estadounidense. En 1997, apareció en un artículo en Rolling Stone mientras asistía a la Universidad Estatal de Florida. La revista nombró a Kreischer "el mejor fiestero en la escuela más fiestera en el país". El artículo también sirvió de inspiración para la película de 2002 National Lampoon's Van Wilder. Kreischer se ha desempeñado como presentador de la serie de televisión Hurt Bert en FX, así como de Bert the Conqueror y Trip Flip en Travel Channel. Apareció en The Machine, una película de comedia vagamente basada en su vida.
Como parte de su productora, Berty Boy Productions, Kreischer produce y presenta los podcasts Bertcast y Open Tabs y el programa de cocina Something's Burning. También es coanfitrión del podcast 2 Bears, 1 Cave con Tom Segura.

## Primeros años
Albert Kreischer Jr. nació el 3 de noviembre de 1972 en St. Petersburg, Florida, y se crio en Tampa. Su madre trabajaba en desarrollo infantil temprano y su padre trabajaba como abogado de bienes raíces. Asistió a una escuela secundaria jesuita privada y luego asistió a la Universidad Estatal de Florida (FSU). Kreischer se especializó en inglés y fue miembro de la fraternidad Alpha Tau Omega.
En 1997, durante el sexto año de Kreischer en FSU, The Princeton Review clasificó a la universidad como la número uno en su lista anual de las mejores "escuelas de fiesta" en los Estados Unidos. Más tarde, ese mismo año, Kreischer se convirtió en el foco de un artículo de seis páginas en Rolling Stone que lo nombró "el mejor fiestero en la escuela número uno del país". Titulado "Bert Kreischer: El estudiante universitario", el artículo relataba las travesuras de fiesta de Kreischer, que incluían episodios de consumo excesivo de alcohol y desnudez pública. Del artículo de Rolling Stone, el director Oliver Stone optó por los derechos cinematográficos de la vida de Kreischer. Cuando fracasó el acuerdo de desarrollo con Oliver Stone, todos los guiones que se enviaron volvieron a sus escritores. Uno de estos escritores cambió el nombre de Kreischer y vendió el guion a National Lampoon. Esto se convirtió en la base de la película de 2002 National Lampoon's Van Wilder, protagonizada por Ryan Reynolds.
Cuando se le preguntó sobre su participación en la película, Kreischer le dijo al New York Post en 2014: "Nunca la he visto. Yo no tuve nada que ver con eso." En el podcast de Joe Rogan, Kreischer habló sobre cómo los ejecutivos de National Lampoon le confirmaron que él era la base de la película. También confirmó que nunca demandaría a National Lampoon por haber hecho la película sin su participación.

## Carrera

### Stand-up
La primera experiencia de Kreischer con la comedia en vivo fue en Potbelly's, un bar y club nocturno en Tallahassee, Florida. Kreischer se mudó a la ciudad de Nueva York después de que se enviara una cinta de uno de sus sets a un agente de talentos que lo invitó a la ciudad para ver algunos espectáculos de stand-up. Kreischer trabajó en la puerta del ahora desaparecido Boston Comedy Club.
Kreischer es conocido por realizar monólogos cómicos sin camisa. También es conocido por su narración; su historia más popular es sobre cómo supuestamente se ganó el apodo de "The Machine". La historia gira en torno a cómo, sin darse cuenta, ayudó a la mafia rusa a robar un tren durante un viaje universitario a Rusia. Una adaptación cinematográfica se estrenó el 26 de mayo de 2023.
En 2004, Kreischer apareció junto con otros cuatro comediantes en el lanzamiento del DVD National Lampoon Live: New Faces - Volume 2. Ese mismo año una de sus historias apareció en un episodio de la serie animada de Comedy Central Shorties Watchin' Shorties.
Como comediante de stand-up, Kreischer se ha presentado internacionalmente y ha aparecido en programas de entrevistas nocturnos Late Show with David Letterman, Jimmy Kimmel Live y Conan. También apareció regularmente como invitado en Rachael Ray de 2011 a 2015.
Su primer especial de comedia Bert Kreischer: Comfortably Dumb apareció en Comedy Central en 2009. Kreischer regresó a la cadena en 2015 para la serie de cuentos This Is Not Happening, contando su experiencia luchando contra un oso.
Showtime lanzó Bert Kreischer: The Machine en 2016.
Posteriormente, Netflix produjo tres especiales de comedia, filmando Bert Kreischer: Secret Time en Filadelfia, estrenada en agosto de 2018; Bert Kreischer: Hey Big Boy en Cleveland estrenada en marzo de 2020; y Bert Kreischer: Razzle Dazzle en Omaha estrenada en marzo de 2023.

### Podcasting
Kreischer produce y presenta los podcasts Bertcast y Open Tabs y el programa de cocina Something's Burning. Bertcast, estrenado en 2012, se grabó previamente desde su Man Cave que se construyó para él para un episodio de Man Caves, un programa de telerrealidad de mejoras para el hogar. Kreischer también es coanfitrión del podcast 2 Bears 1 Cave con Tom Segura.
Kreischer también ha sido invitado en podcasts como WTF con Marc Maron, Doug Loves Movies de Doug Benson, H3 Podcast, Your Mom's House y The Joe Rogan Experience.

### Otros medios
A los cinco meses de mudarse a la ciudad de Nueva York para seguir una carrera en la comedia, Will Smith's Production Company le ofreció a Kreischer un trato para una comedia de situación. Cuando apareció en Bert the Conqueror, Kreischer viajó a parques de diversiones y otros lugares de entretenimiento en los Estados Unidos para experimentar atracciones y actividades emocionantes. Se puede ver a Kreischer, que tiene miedo a las alturas, montando montañas rusas y otras atracciones del parque de diversiones, así como participando en actividades como saltar de la torre Stratosphere en Las Vegas y ser disparado desde una honda humana. Mientras estuvo en Nueva York, Kreischer asistió a micrófonos abiertos presentados por el productor de televisión DJ Nash, a los que también asistieron Demetri Martin, Bobby Kelly y Jim Norton. En 2001, Kreischer también protagonizó un piloto de televisión basado en la vida de Nash titulado Life With David J.

## Vida personal
Kreischer vive en Los Ángeles con su esposa LeeAnn y sus dos hijas.

## Filmografía
| Año             | Título                        | Papel       | Notas |
| --------------- | ----------------------------- | ----------- | --- |
| 2001            | Life With David J             | Él mismo    | Su debut en el piloto de CBS, junto a Elliott Gould y Peter Jacobson. Basado en la vida de DJ Nash.                                                         |
| 2001–2002       | The X Show                    | Presentador | Kreischer sirvió como presentador. |
| 2004            | The Shield                    | Alfred      | Papel menor en el episodio Cracking Ice. |
| 2004            | Hurt Bert                     | Presentador | Serie de FX basado en su segmento en The X Show. |
| 2010–2011, 2016 | Bert the Conqueror            | Presentador | Reality de Travel Channel. Regreso en un tercerA TEMPORADA EN 2016.                                                                                         |
| 2012–2015       | Trip Flip                     | Presentador | Para Travel Channel. En Trip Flip Kreischer sorprende a personas ofrenciendoles unasa vacaciones de 5 días. Trip Flip continuó por 3 temporadas hasta 2015. |
| 2020            | The Cabin with Bert Kreischer | Él mismo    | Kreischer es enviado al bosque. |
| 2023            | The Machine                   | Él mismo    | Basada en su especial del mismo nombre. |

### Especiales
| Año  | Título           | Label    |
| ---- | ---------------- | -------- |
| 2009 | Comfortably Dumb | Showtime |
| 2016 | The Machine      | Showtime |
| 2018 | Secret Time      | Netflix  |
| 2020 | Hey Big Boy      | Netflix  |
| 2023 | Razzle Dazzle    | Netflix  |